# Adelsreuth
Adelsreuth ist ein Gemeindeteil der oberbayerischen Gemeinde Eurasburg im Landkreis Bad Tölz-Wolfratshausen. 
Die Einöde ist über die  Staatsstraße 2064 zu erreichen.
Adelsreuth wurde im Jahr 1978 als Teil der ehemaligen Gemeinde Herrnhausen nach Eurasburg eingemeindet.

## Baudenkmäler
Siehe auch: Liste der Baudenkmäler in Adelsreuth
Das einzige Baudenkmal von Adelsreuth ist die Hofkapelle aus dem dritten Viertel des 19. Jahrhunderts. Der Satteldachbau besitzt einen dreiseitigen Chorschluss.